# Stella (Napoli)
La Stella è un quartiere di Napoli, uno dei più antichi della città. Confina a sud con i quartieri Avvocata e San Lorenzo, ad ovest con il quartiere Arenella, a nord e ad est con il quartiere San Carlo all'Arena.
Comprende il famoso Rione Sanità e il Borgo dei Vergini.

## Etimologia e storia
Tutto il quartiere prende il nome dal santuario della Stella, chiamato così per via di un'icona mariana che raffigura la Madonna con una stella sul capo.

### Preistoria e età antica
Sebbene per secoli l'intero territorio non sia stato interessato dalla costruzione di insediamenti umani, sappiamo che già nel III millennio a.C. si era scelta questa zona come luogo di sepoltura, essendo state recentemente trovate nella parte bassa del rione Materdei cavità risalenti a quell'epoca destinate ad accogliere i corpi dei defunti.
Anche nell'età greco-romana la zona (prevalentemente il vallone della Sanità) è adibita solamente come luogo di sepoltura. Già in epoca ellenica vengono scavate nel tufo camere sepolcrali e ipogei, aumentando di numero ed estensione soprattutto con l'avvento del cristianesimo, quando tra il II e il V secolo d.C. nascono vastissimi complessi catacombali come quello di San Gennaro e San Gaudioso.

### Medioevo ed età moderna

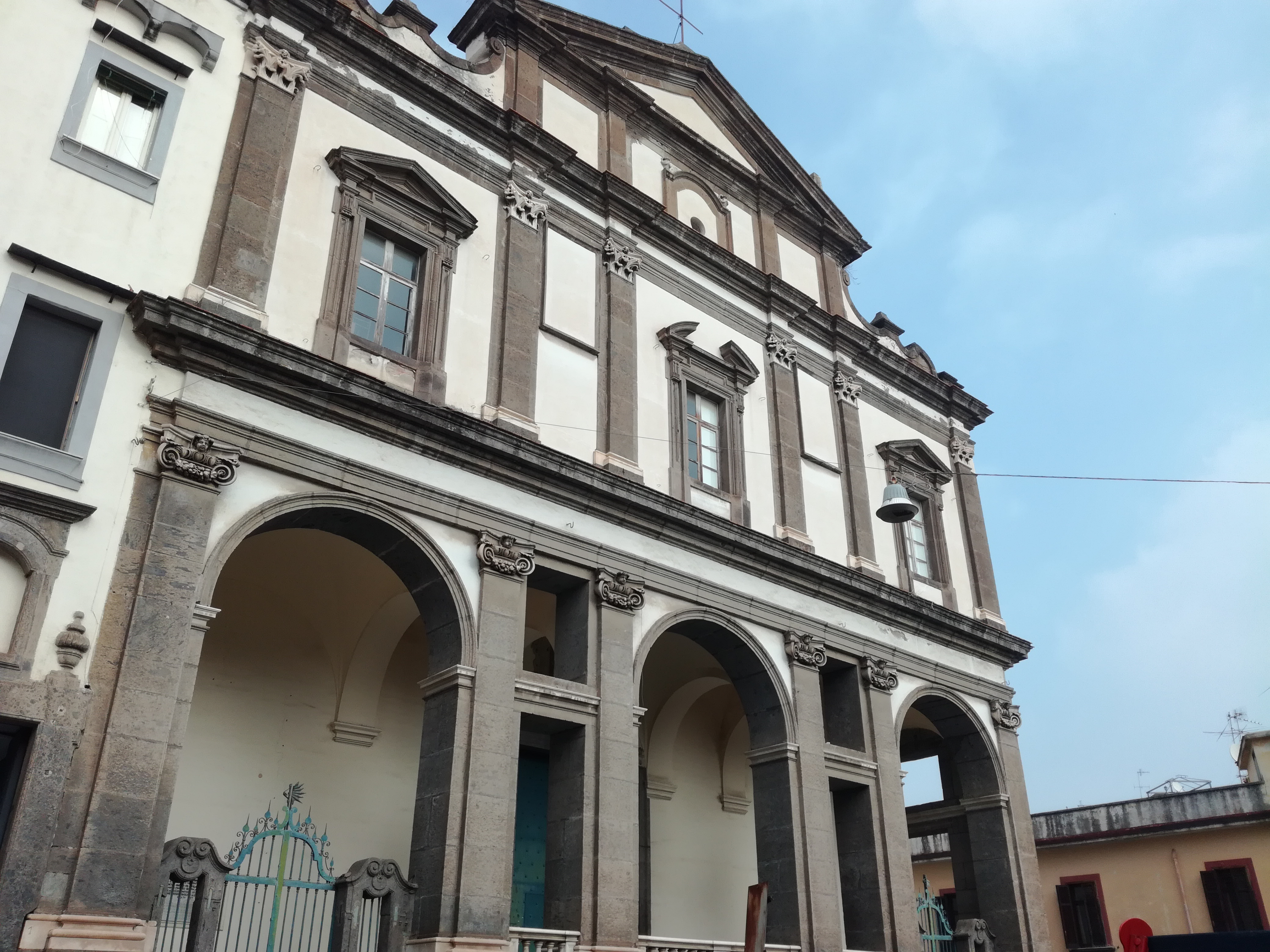
Santa Maria della Stella

Con la fine della dominazione romana c'è un relativo stop alla costruzione di sepolcri e la zona viene considerata extra moenia, cioè fuori dalla cinta muraria, non toccata dalla mano dell'uomo e brulicante di vegetazione.
L'urbanizzazione del quartiere comincia nel Cinquecento, quando fu costruita la Porta di Costantinopoli (nei pressi del Museo Nazionale e non più esistente) e in seguito la chiesa di Santa Maria della Stella, fu data molta più attenzione al colle che si innalzava dal cosiddetto largo delle pigne, l'odierna piazza Cavour, che anticamente era un raccoglitore di acque piovane (le famigerate lave) che discendevano dai pendii del colle della Stella e che provenivano anche dal vallone della Sanità.
Anche nel Seicento e nel Settecento progredisce sempre più urbanisticamente il borgo dei Vergini, la parte terminale del vallone della Sanità, per la salubrità del luogo (di qui il toponimo Sanità con cui d'ora in poi si indica il vallone) e anche perché si diffonde sin dal primo medioevo la credenza di guarigioni miracolose data la presenza delle catacombe cristiane. Vengono costruiti imponenti palazzi nobiliari, tra i quali spiccano i settecenteschi palazzo Sanfelice e il palazzo dello Spagnolo e chiese come la seicentesca Santa Maria della Sanità.
Nel Seicento riprende l'attività sepolcrale della zona: dopo l'epidemia di peste del 1656 le grandi cave di tufo delle Fontanelle, la parte più interna del vallone, furono utilizzate come grande cimitero a cielo aperto. Vi saranno aggiunte in seguito ossa provenienti dalle terresante delle chiese in epoca murattiana e corpi di vittime di altre pestilenze, come il colera del 1836.

### L'Ottocento e il Novecento

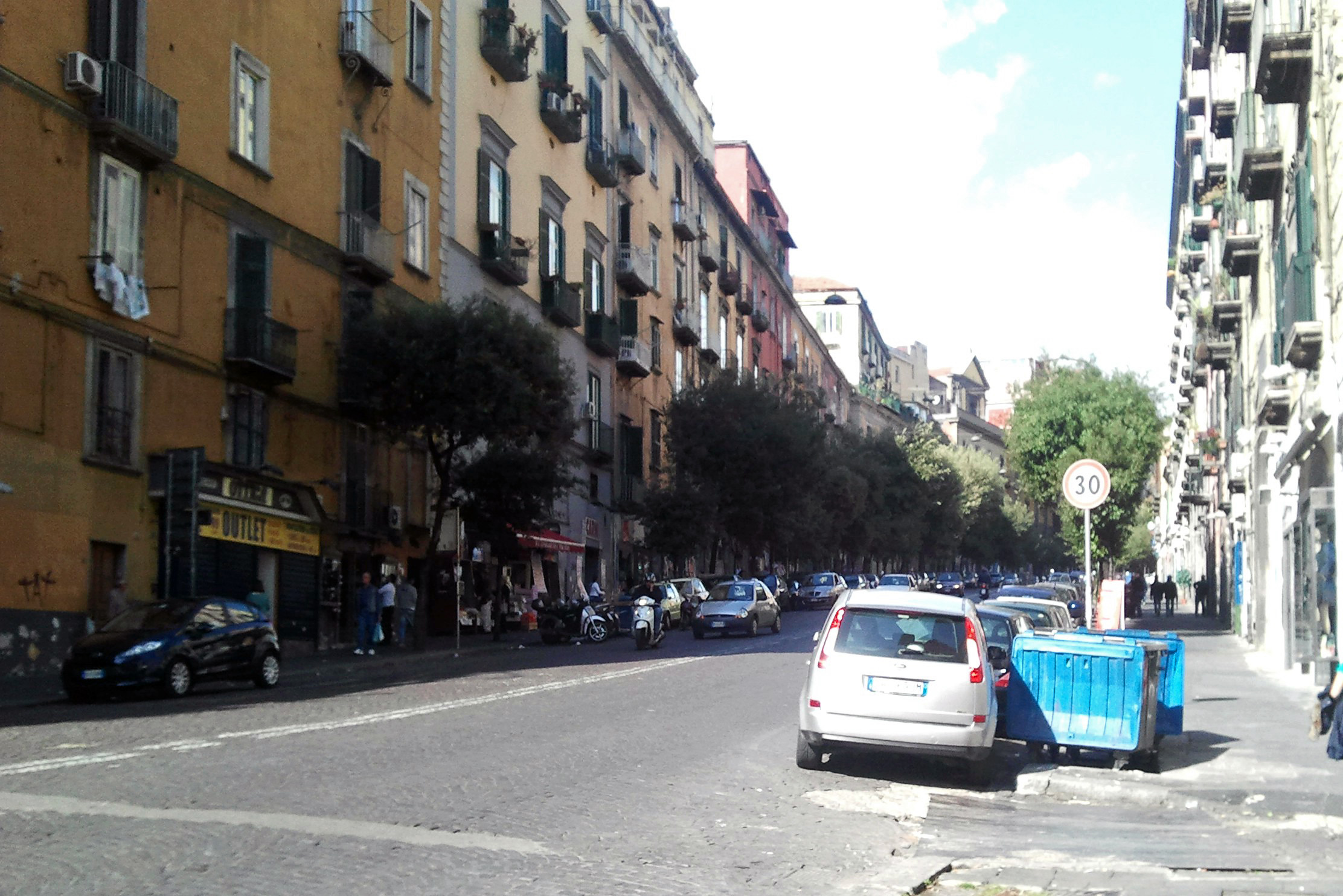
La nuova strada dei francesi: via Santa Teresa degli Scalzi

Il XIX secolo inizia con un fondamentale intervento da parte del nuovo Re di Napoli Gioacchino Murat: per raggiungere la Reggia di Capodimonte, divenuta residenza del nuovo sovrano, nel 1809 fu creato un asse viario rettilineo che saliva la ripida collina di Santa Teresa e che sormontava il vallone della Sanità mediante un ponte, il famoso ponte della Sanità, emblema del quartiere. L'asse viario fu chiamato corso Napoleone in onore di Napoleone Bonaparte (oggi si chiama via Santa Teresa degli Scalzi il primo tratto, corso Amedeo di Savoia il secondo) e la sua costruzione comportò un poderoso sbancamento di terreno per diminuire la ripidità della salita e un conseguente abbassamento di livello della sede stradale. Gli edifici preesistenti come il palazzo Albertini e la chiesa di Santa Teresa si ritrovarono più in alto della strada e si rimediò creando un nuovo ingresso più in basso per il palazzo, una imponente scalinata per la chiesa. Anche la chiesa di Sant'Agostino ne risentì.
Nel settembre 1833 Giacomo Leopardi invitato da Antonio Ranieri si trasferì a Napoli e in un primo momento alloggiò nella sua casa sita in vico Pero nº2. In questa casa, ritornato dalla Villa delle Ginestre a Torre del Greco, il poeta morì il 14 giugno 1837. Oggi è visibile da via Santa Teresa una lapide che ricorda la casa in cui Leopardì visse e morì.
Durante la seconda guerra mondiale il quartiere fu uno dei focolai di rivolta delle Quattro giornate di Napoli: famosi furono due episodi avvenuti in via Santa Teresa: la barricata improvvisata e creata addirittura con un tram delle tranvie di Capodimonte che fu ribaltato e messo di traverso e l'eroico sacrificio dello scugnizzo Gennaro Capuozzo presso l'Istituto Maestre Pie Filippini. Si aggiunga il tentativo da parte dei nazisti di far saltare il ponte della Sanità impedito da un manipolo di partigiani tra i quali c'era anche Maddalena Cerasuolo, alla quale è stato recentemente dedicato il ponte.

## Architettura e urbanistica

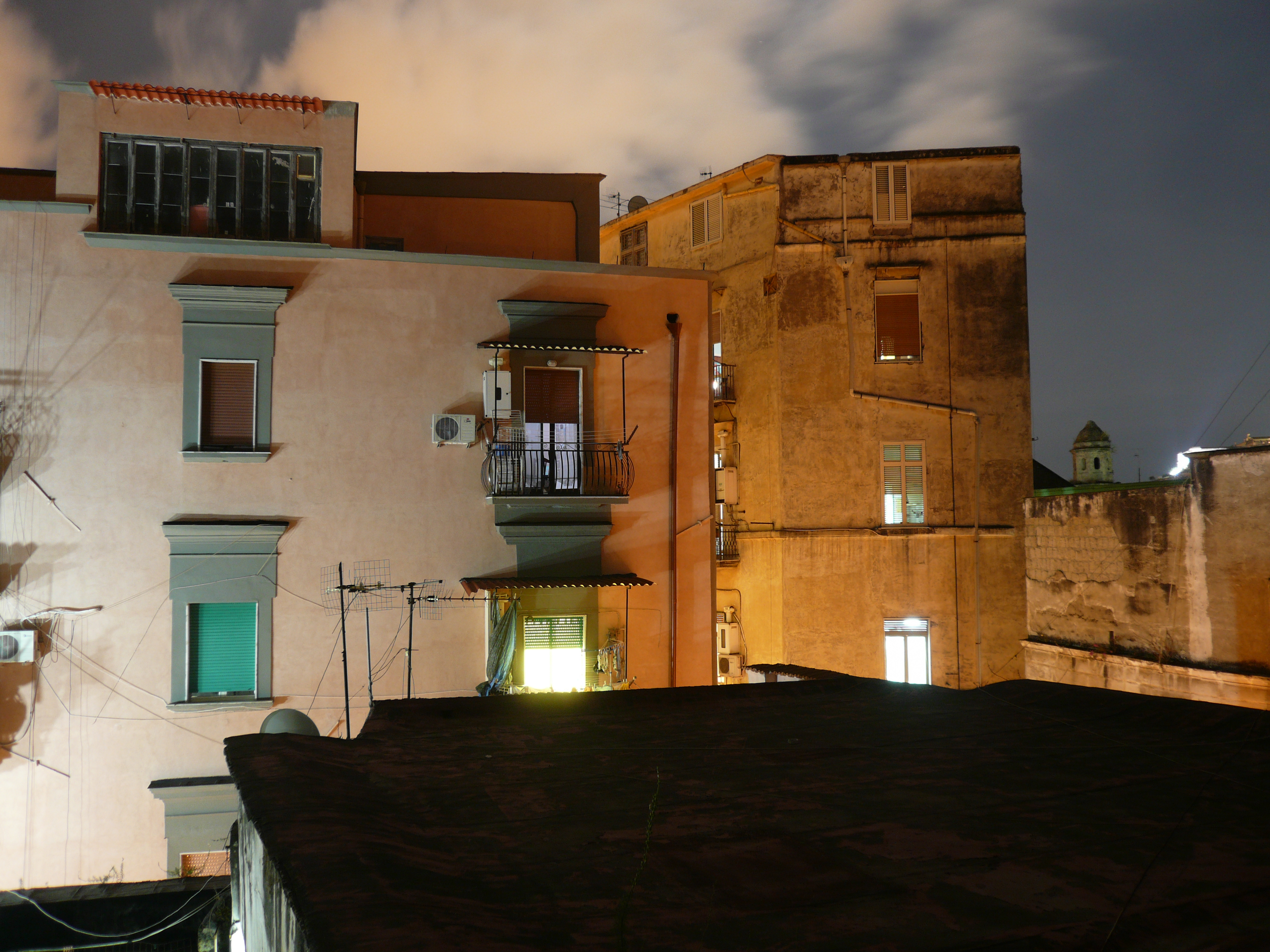
Caratteristici palazzi del quartiere

Il quartiere Stella è uno dei quartieri facenti parte del centro storico e custodisce ancora l'architettura tipica del centro storico napoletano, così come il reticolato delle strade formato per la maggior parte da vicoli e gradini.
Ancora più forte è questa caratteristica nel Rione Sanità, un vero e proprio microcosmo che ha permesso il mantenimento dell'essenza originale di Napoli, con i suoi pregi e i suoi difetti.
Sappiamo che le prammatiche vicereali impedivano lo sviluppo urbanistico cittadino al di fuori delle mura causando un'ipertrofizzazione dei palazzi preesistenti nel centro che crescevano in altezza.

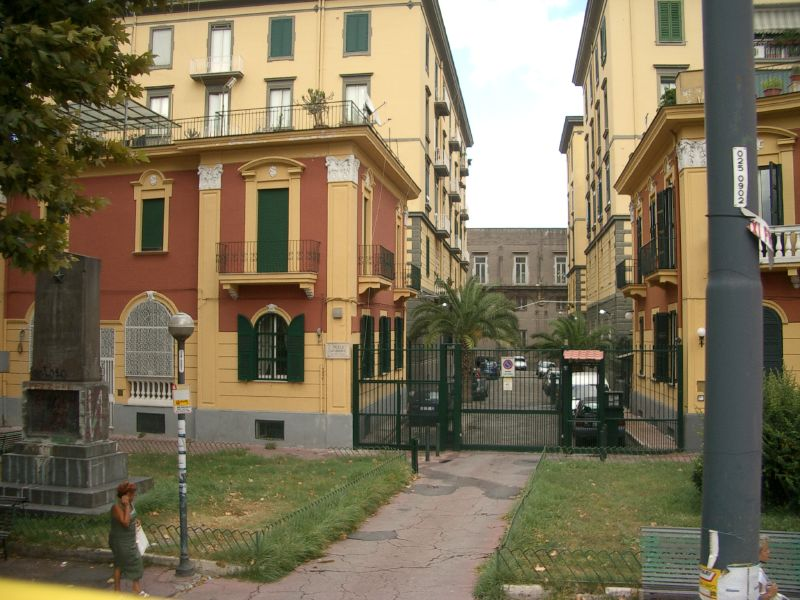
Emiciclo di Capodimonte e rione Ferrovieri

Soltanto nobili e clero potevano liberamente innalzare le loro dimore e i loro templi nelle zone collinose attorno alla città, avendo gli ordini monastici addirittura un'ulteriore corsia preferenziale perché avevano diritto all'esproprio di terre e fabbricati limitrofi alle loro strutture in caso di un progetto di ampliamento di queste ultime.
Il boom edilizio extra moenia cominciò nel 1718 con un editto del viceré austriaco Wirich Philipp von Daun che permise la libera edificazione al di fuori delle mura, eliminando inoltre ogni forma di privilegio nel campo edilizio di cui fino a quel momento aveva goduto il clero. Bisogna aggiungere che in quel periodo l'impero austriaco era in rottura con il papa per questioni di alleanze.

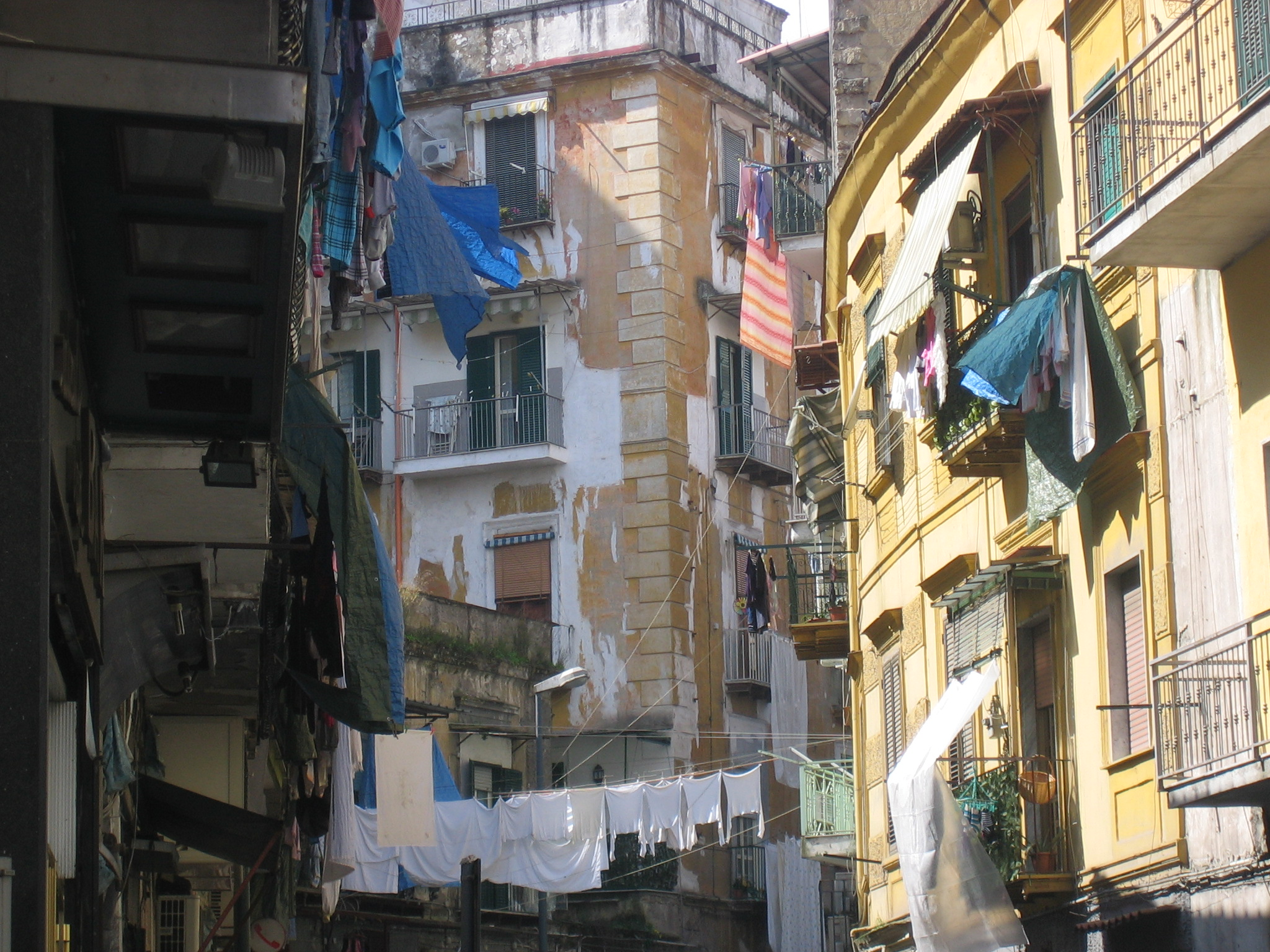
Scorcio del Rione Sanità

Fino alla liberalizzazione austriaca, le lottizzazioni del terreno erano gli indiscussi padroni delle colline; gli unici agglomerati abitativi erano costituiti dalle chiese e dagli annessi monasteri che sin dal XVI secolo sorgevano nell'area, come quello della Stella o degli Agostiniani, ma anche nella zona dell'attuale salita San Raffaele, dove la quantità di strutture religiose (costruite anche dopo questo periodo) è notevole. Lo stesso discorso per alcuni palazzi nobiliari, come quello che in futuro sarebbe stato del principe di Sannicandro, ma anche palazzi di nobili facoltosi e proprietà di confraternite religiose.

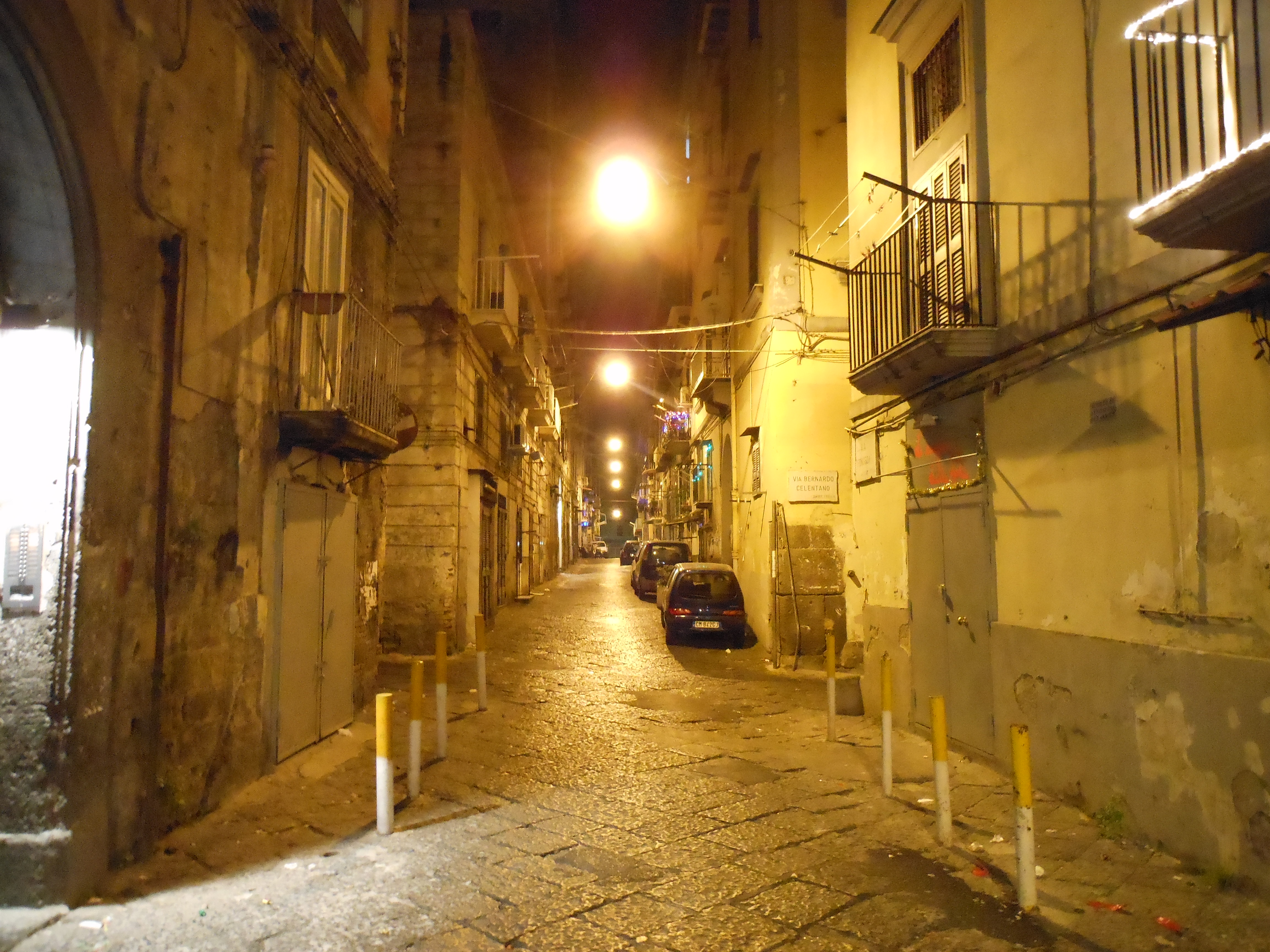
Via Fonseca

La zona di Fonseca, alle spalle di via Santa Teresa, è quella più edificata nel Seicento e in buona parte nel Settecento, prevalentemente da nobili famiglie che malsopportavano la caoticità del centro, instaurando qui le loro piacevoli dimore di vacanza. Già il nome di questa zona sottolinea il suo carattere nobiliare, essendo territori un tempo appartenuti ad Ugo Fonseca.
Oggi sono poche le testimonianze di questo periodo, sia per rifacimenti del tutto snaturanti sia per i bombardamenti della seconda guerra mondiale (sorge infatti al centro di Fonseca un alto palazzo del dopoguerra, completamente inadatto al contesto dei dintorni).
L'edilizia ottocentesca è visibile lungo tutta via Santa Teresa, ma anche nella parte settentrionale di Fonseca, precedentemente occupata da orti e giardini spesso di proprietà ecclesiastica.
Materdei, i Vergini e la Stella (quest'ultima più in basso di Fonseca) riscontrano un'edilizia palaziale di marcato stampo settecentesco, che pian piano saturò gli spazi ancora presenti. Di certo non mancano eccezioni antecedenti, che furono rifatte secondo il gusto barocco dell'epoca. Molti palazzi, come quello dei Traetto ai Cristallini o dei Medici a Materdei, persero la loro originaria peculiarità architettonica.

## Trasporti e viabilità
Il quartiere per la sua centralità è facilmente raggiungibile da ogni parte della città, grazie anche all'apporto dell'uscita Capodimonte della Tangenziale di Napoli, sita nell'omonima via appena dopo la basilica del Buon Consiglio.
Strade e piazze principali sono ovviamente via Santa Teresa degli Scalzi, corso Amedeo di Savoia, via Capodimonte, piazza Cavour e il tondo di Capodimonte. Non mancano strade più piccole, ma egualmente importanti come via Stella, via Materdei, via e discesa Sanità (quest'ultima è la cosiddetta imbrecciatella), via Vergini, via Fonseca, salita Capodimonte e ovviamente via Santa Maria Antesaecula.
Per quanto riguarda il trasporto pubblico, passando per Santa Teresa e Capodimonte permettono facile accesso alle principali zone del quartiere le linee autobus ANM:
- 204 Ospedale Antonio Cardarelli-via Agostino Depretis (linea filoviaria)
- 168 Stazione Frullone-reggia di Capodimonte-via Broggia (Museo Nazionale)-piazza Dante-via Monteoliveto
- 178 Piscinola-via Broggia (Museo Nazionale)-piazza Dante
- C63 Ponti Rossi-via Broggia (Museo Nazionale)-piazza Dante
- 3M Museo e Real Bosco di Capodimonte-Catacombe di San Gennaro-Museo Archeologico Nazionale di Napoli

Il Rione Sanità è raggiungibile grazie alla linea ANM:
- C52 Piazza Cavour-Ospedale San Gennaro-Cimitero delle Fontanelle

Anche il trasporto su ferro garantisce ottimi collegamenti: il quartiere infatti è raggiungibile grazie alle stazioni Museo della linea 1 e la stazione di piazza Cavour della Linea 2, della metropolitana di Napoli.
Sebbene sia situata nel quartiere dell'Avvocata, anche la stazione Materdei permette di raggiungere il quartiere e la parte bassa dell'omonimo rione, che rientra nel territorio della Stella. Inoltre questa stazione è la più vicina al Cimitero delle Fontanelle.

## Monumenti e luoghi d'interesse
(Roger Peyrefitte)
In via Santa Teresa degli Scalzi, rettificata e chiamata “Corso Napoleone” da Giuseppe Bonaparte per rendere facile l'accesso alla Reggia di Capodimonte, fu edificata da Giovanni Giacomo Conforto (1602-1612) la chiesa omonima insieme al convento dei Carmelitani Scalzi.
Il Borgo dei Vergini appariva già agli storici del XVII secolo una vera e propria città, una “città dei borghi” che fino al 1718 si era sviluppata autonomamente, alternando all'edilizia povera e spontanea, sorta ai margini delle cupe e dei cavoni, le fabbriche nobiliari e religiose. Seguendo un itinerario comodo, provenendo da porta San Gennaro, da piazza Cavour si giunge alla piazzetta Stella. La chiesa fu costruita per dare migliore sistemazione ad una immagine della Madonna della Stella, prima collocata in una cappelletta presso la porta.
Adiacente alla chiesa è l'ex convento, oggi caserma “Podgora”. Su piazza Cavour ex “largo delle Pigne”, prospetta un ampio isolato di forma irregolare, su cui spiccano la chiesa e l'ex convento del Rosariello alle Pigne. L'edificio, fondato nel 1630, subì variazioni e interventi nel 1775 e nel 1880. Continuando su via Fuori Porta San Gennaro, si incontra la chiesa di Santa Maria della Misericordia ai Vergini. Ad aula unica molto allungata, sorse sul principio del XVII secolo al posto di una fabbrica cinquecentesca, sepolta da un'alluvione. In posizione preminente nel rione dei Vergini-Sanità, l'isolato che prospetta sul largo, che fu per secoli l'unico accesso ai poli cimiteriali extra-moenia, contiene emergenze architettoniche tra le più significative, come la Chiesa di Santa Maria Succurre Miseris ai Vergini a pianta centrale, di forma rettangolare, composta da due chiese sovrapposte, la prima di forme gotiche, la seconda degli inizi del XVIII secolo.
Sulla stessa via Vergini, al civico 10, prospetta il Palazzo dello Spagnolo, di Ferdinando Sanfelice. Sul lato nord-est si incontrano la chiesa di Santa Maria dei Vergini del Vanvitelli, col complesso dei Padri della Missione, sorta agli inizi del XVII secolo. Giungendo nella via San Severo, al termine dell'asse centrale di via Antesaecula, si incontra la chiesa di San Severo fuori le mura, opera di Dionisio Lazzari, a pianta rettangolare. Quindi il palazzo Sanfelice, su via Arena della Sanità, di Ferdinando Sanfelice. Proseguendo, si giunge alla piazza di Santa Maria della Sanità, ottenuta con l'abbattimento di alcuni palazzi, dominata dall'omonima chiesa.
A ridosso del costone tufaceo, lungo il vallone delle Fontanelle, al civico 154 sorge la chiesa dell'Immacolata e San Vincenzo. Oltrepassato il Ponte della Sanità sulla destra, per via San Vincenzo, si procede verso San Gennaro extra moenia. La costruzione primitiva, del V secolo, fu sostituita nel XIV secolo quando le spoglie del Santo fecero ritorno trionfalmente a Napoli. Proseguendo per le Fontanelle si giunge alla cava sulla quale fu costruita la chiesa di Santa Maria del Carmine. L'ossario è un'ampia cava di tufo, adattata a cimitero, per custodire i resti delle vittime dell'epidemia colerica del 1836, insieme ad altri scheletri ritrovati in altri punti della città (via Toledo, fondamenta del Maschio Angioino, etc.).

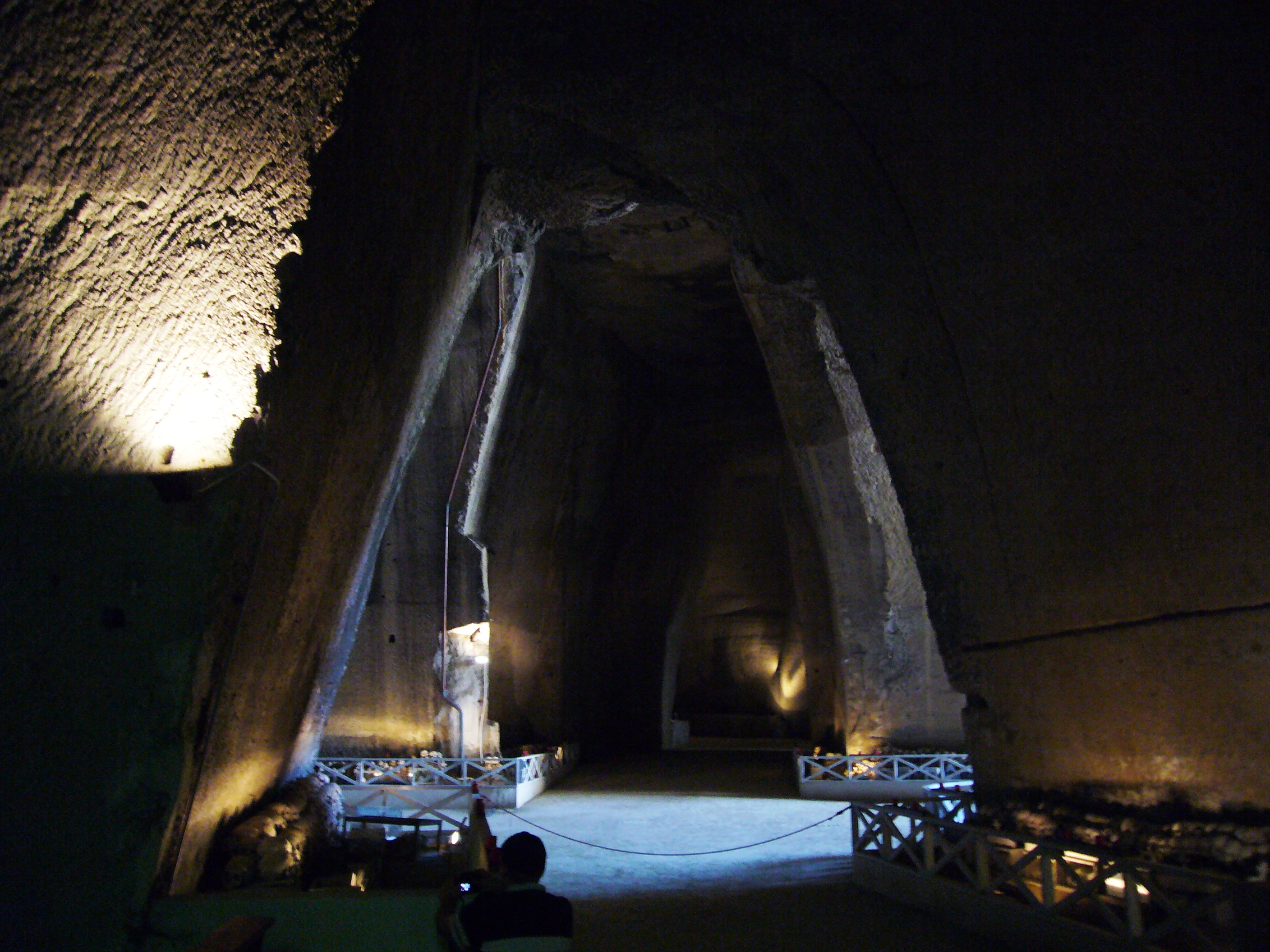
Cimitero delle Fontanelle

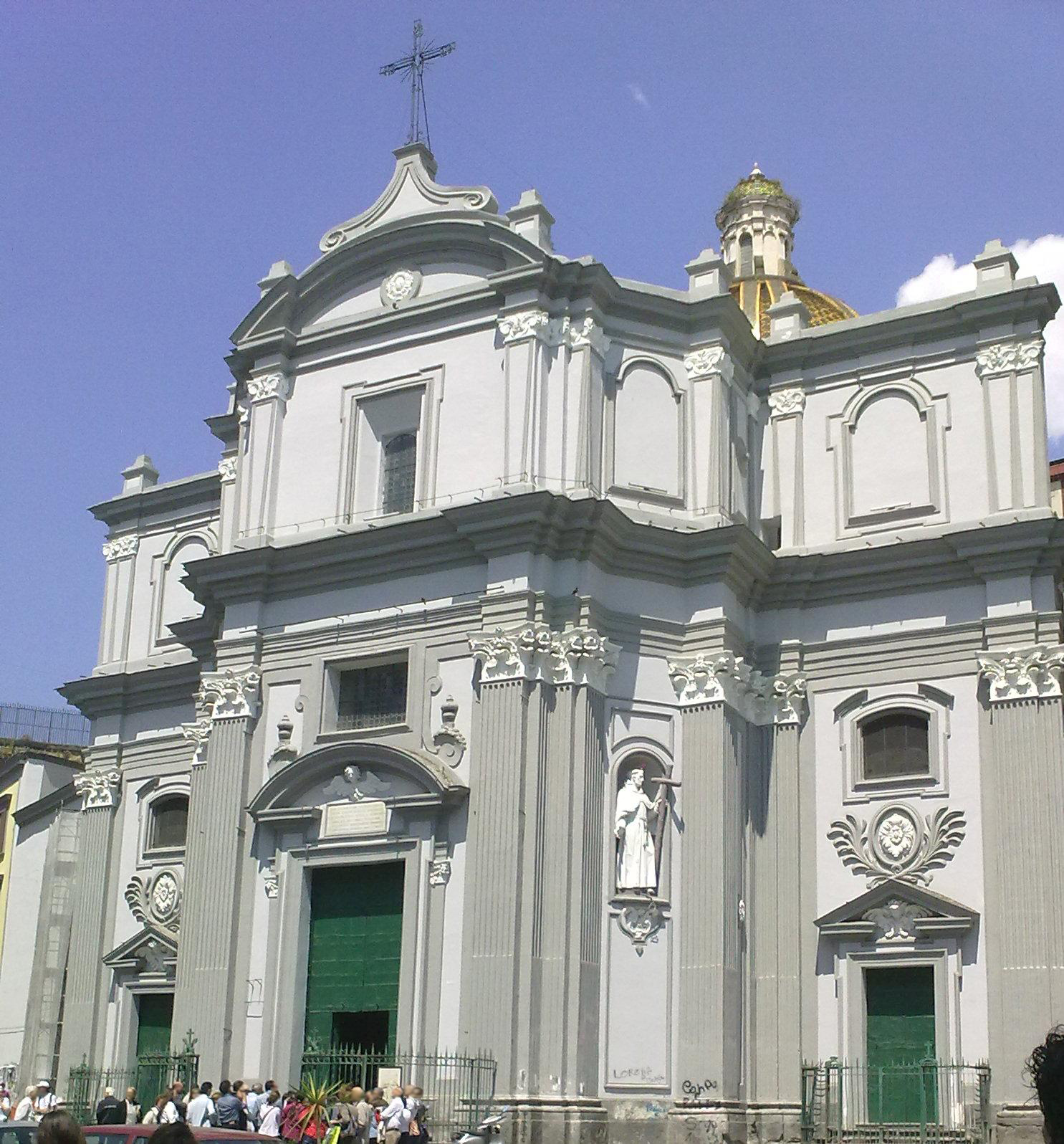
Basilica Santa Maria della Sanità

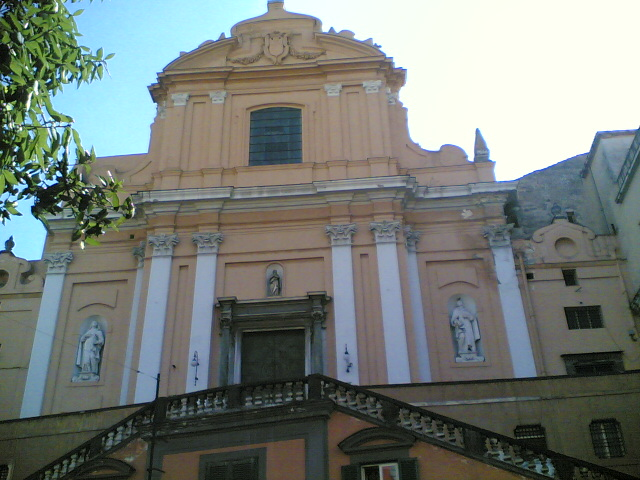
La facciata di Santa Teresa degli Scalzi

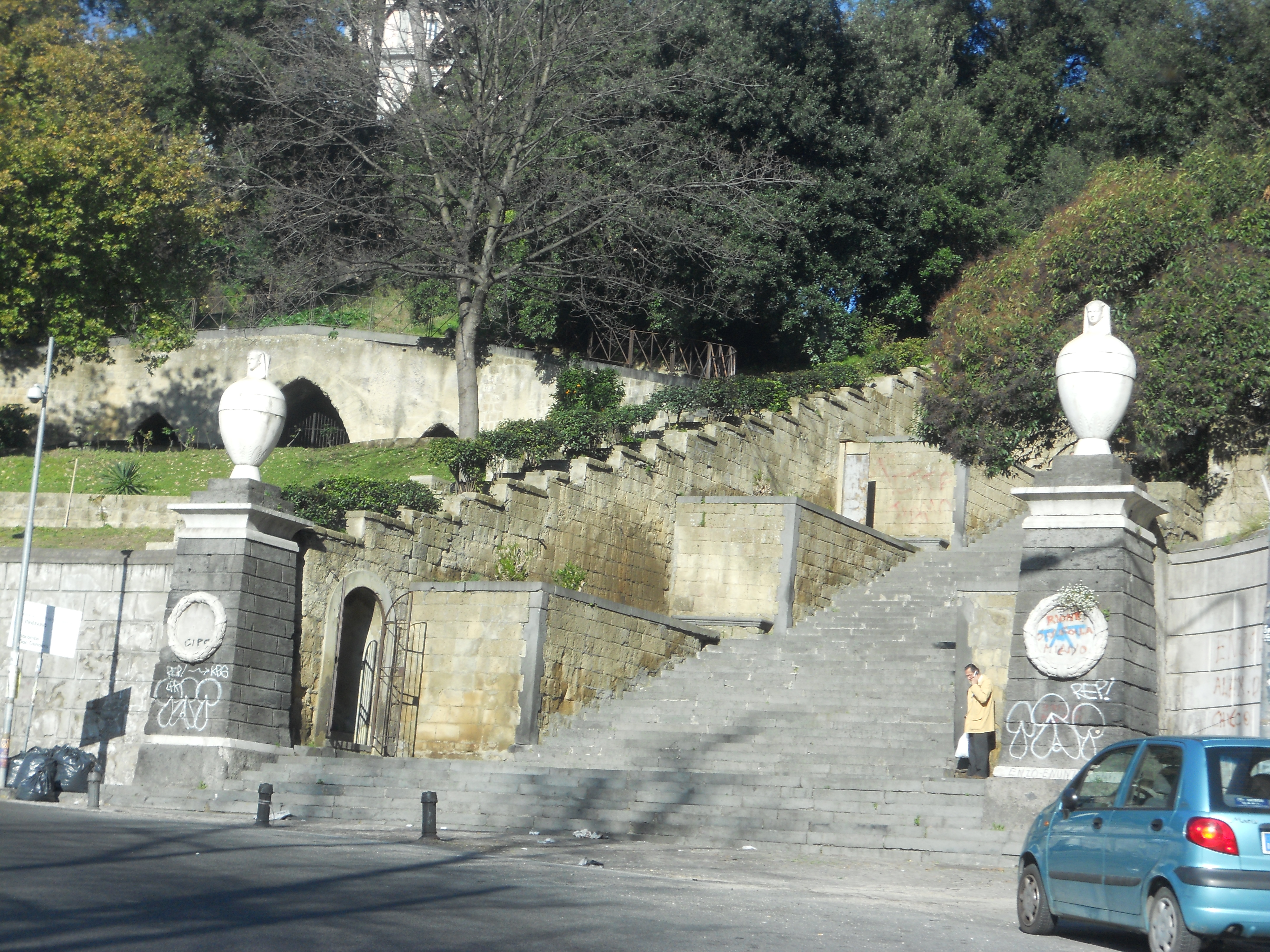
Gradini Capodimonte

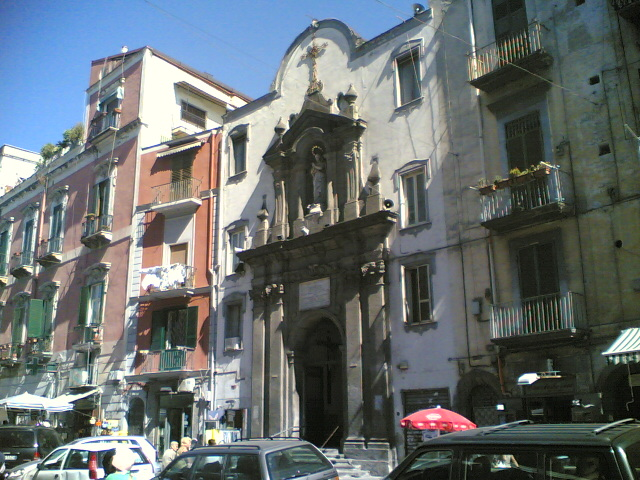
Santa Maria dei Vergini

### Palazzi storici
- Ospedale di San Gennaro dei Poveri
- Palazzo Albertini di Cimitile
- Palazzo Andreassi
- Palazzi Cattaneo
- Palazzo Costa
- Palazzo D'Alessio
- Palazzo De Clario
- Palazzo De Liguoro di Presicce
- Palazzo De Liguoro-Santoro
- Palazzo del Duca di Nocera (oggi Istituto Paolo Colosimo)
- Palazzo del Principe di Sannicandro
- Palazzo dello Spagnolo
- Palazzo di Majo
- Palazzo Ferraro di Silvi
- Palazzo Grippa
- Palazzo in Salita Stella n.21
- Palazzo in Salita Stella n.39
- Palazzo in vico Lammatari n.26
- Palazzo Lagni
- Palazzo Laviano
- Palazzo Malena
- Palazzo Marcello (Napoli)
- Palazzo Mellucci
- Palazzo Moles
- Palazzo Montesilvano
- Palazzo Paternò
- Palazzo Ricca d'Apollosa
- Palazzo Ruffo di Castelcicala alla Sanità
- Palazzo Ruvo
- Palazzo Sanfelice
- Palazzo Savarese
- Palazzo Sersale
- Palazzo Tamburo
- Palazzo Terralavoro alla Sanità
- Palazzo Traetto
- Palazzo Villani

### Chiese e complessi religiosi
- Basilica dell'Incoronata Madre del Buon Consiglio
- Basilica di San Gennaro fuori le mura
- Chiesa di Santa Maria Antesaecula
- Chiesa di Santa Maria della Sanità
- Chiesa di Santa Maria della Vita
- Chiesa dell'Immacolata e San Vincenzo
- Chiesa di Santa Maria del Soccorso
- Chiesa di Santa Maria della Stella
- Chiesa della Santissima Annunziata a Fonseca
- Chiesa dei Santi Bernardo e Margherita a Fonseca
- Chiesa di Santa Maria della Verità (altresì conosciuta come chiesa di Sant'Agostino degli Scalzi)
- Chiesa di Santa Maria del Rosario alle Pigne
- Chiesa di Sant'Aspreno ai Crociferi
- Chiesa di Santa Maria della Misericordia ai Vergini
- Chiesa di Santa Maria dei Vergini
- Chiesa della Missione ai Vergini
- Chiesa di Santa Maria Succurre Miseris ai Vergini
- Chiesa di San Severo fuori le mura (o San Severo alla Sanità)
- Complesso dei Cinesi

### Catacombe e complessi cimiteriali
- Tombe eneolitiche di Materdei (III millennio a.C.)
- Ipogei greci (nel Rione Sanità, IV-III secolo a.C.)
- Necropoli greca di via Santa Teresa degli Scalzi (IV secolo a.C.)
- Catacombe di San Gennaro (II secolo)
- Catacombe di San Severo (fine IV secolo)
- Catacombe di San Gaudioso (V secolo)
- Catacombe di San Vito (II secolo, al di sotto dell'ex ospedale San Camillo insediatosi all'interno del convento di Santa Maria della Vita, di incerta localizzazione)
- Catacomba di Sant'Eufemia (nei pressi del vicolo dei Lammatari, di incerta datazione)
- Catacomba di San Fortunato (nei pressi del vicolo dei Lammatari, di incerta datazione)
- Cimitero delle Fontanelle (usato come tale dal XVII al XIX secolo)

### Fontane
- Fontana del Tritone
- Fontana di Capodimonte
- Fontana della Duchessa